# Municipio de China Grove
El municipio de China Grove (en inglés: China Grove Township) es un municipio ubicado en el  condado de Rowan en el estado estadounidense de Carolina del Norte. En el año 2010 tenía una población de 24.501 habitantes.

## Geografía
El municipio de China Grove se encuentra ubicado en las coordenadas 35°32′9.5″N 80°36′2.24″O / 35.535972, -80.6006222.